# Lamprotornis purpuroptera
Estorninho-de-rüppell ou estorninho-de-cabeça-preta (Lamprotornis purpuroptera) é uma espécie de passeriforme da família Sturnidae.
Pode ser encontrada nos seguintes países: Burundi, República Democrática do Congo, Eritreia, Etiópia, Quénia, Ruanda, Somália, Sudão, Tanzânia e Uganda.